# Saint-François-Lacroix
Pour les articles homonymes, voir Saint-François et Lacroix.
Saint-François-Lacroix est une commune française située dans le département de la Moselle et le bassin de vie de la Moselle-Est.

## Géographie

### Communes limitrophes
|          | Laumesfeld             |               |
| Monneren | Saint-François-Lacroix | Waldweistroff |
| Kemplich | Menskirch              | Bibiche       |

### Hameaux
Le village de Lacroix fait partie de la commune.

### Hydrographie
La commune est située dans le bassin versant du Rhin au sein du bassin Rhin-Meuse. Elle est drainée par le ruisseau de Weistroff, le ruisseau de Grandpre, le ruisseau de Sillerey et le ruisseau de St-Francois.
Le ruisseau de Weistroff, d'une longueur totale de 10,1 km, prend sa source dans la commune de Laumesfeld et se jette  dans le Remel à Flastroff, après avoir traversé quatre communes.

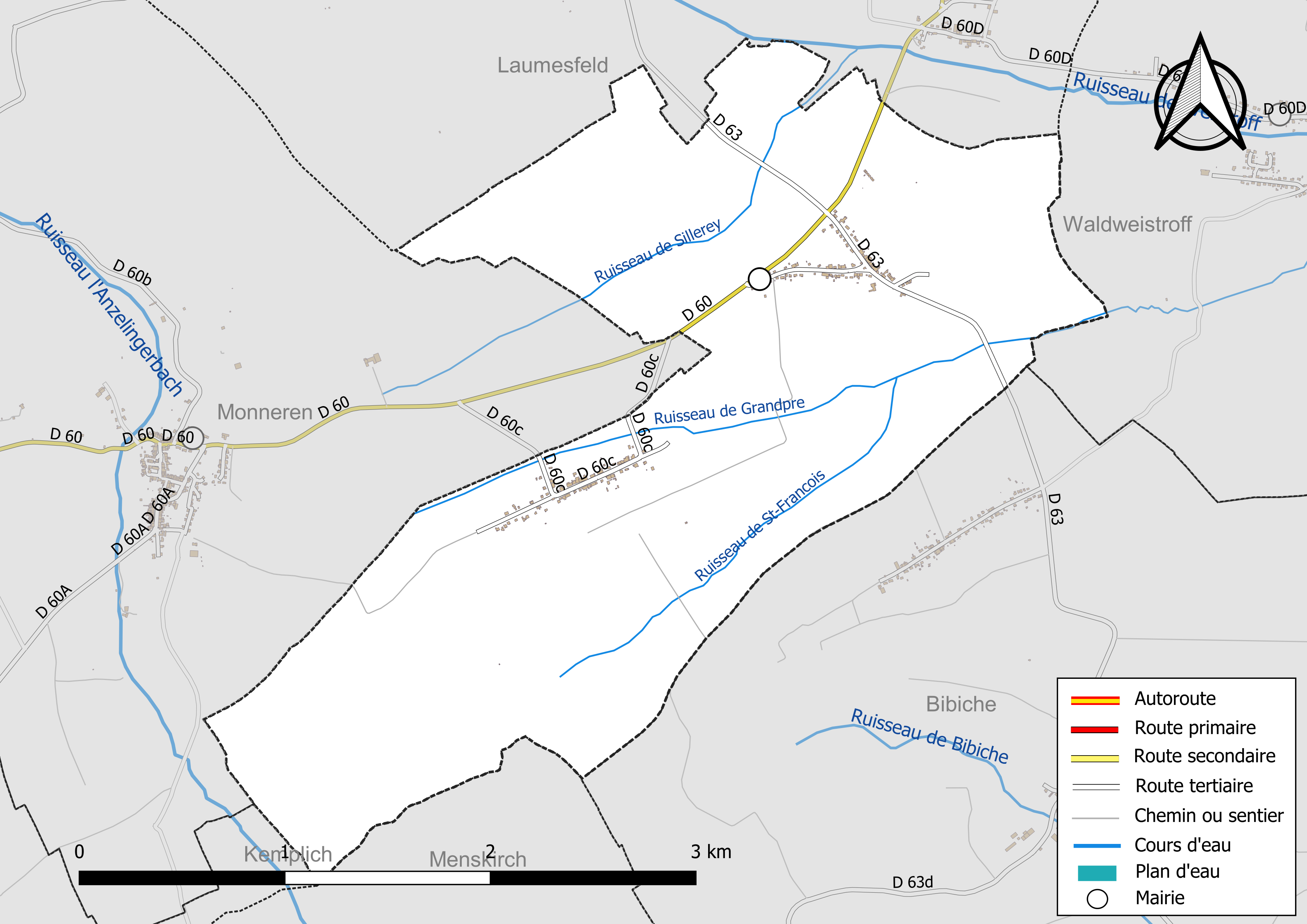
Réseaux hydrographique et routier de Saint-François-Lacroix.

La qualité des eaux des principaux cours d’eau de la commune, notamment du ruisseau de Weistroff, peut être consultée sur un site spécial géré par les agences de l’eau et l’Agence française pour la biodiversité.

### Climat
Pour des articles plus généraux, voir Climat du Grand Est et Climat de la Moselle.
En 2010, le climat de la commune est de type climat des marges montargnardes, selon une étude du Centre national de la recherche scientifique s'appuyant sur une série de données couvrant la période 1971-2000. En 2020, Météo-France publie une typologie des climats de la France métropolitaine dans laquelle la commune est exposée à un climat semi-continental et est dans la région climatique  Lorraine, plateau de Langres, Morvan, caractérisée par un hiver rude (1,5 °C), des vents modérés et des brouillards fréquents en automne et hiver. 
Pour la période 1971-2000, la température annuelle moyenne est de 9,5 °C, avec une amplitude thermique annuelle de 16,8 °C. Le cumul annuel moyen de précipitations est de 830 mm, avec 12,3 jours de précipitations en janvier et 9,3 jours en juillet. Pour la période 1991-2020, la température moyenne annuelle observée sur la station météorologique de Météo-France la plus proche, « Malancourt », sur la commune d'Amnéville à 25 km à vol d'oiseau, est de 10,2 °C et le cumul annuel moyen de précipitations est de 884,1 mm. 
La température maximale relevée sur cette station est de 39,3 °C, atteinte le 25 juillet 2019 ; la température minimale est de −17,9 °C, atteinte le 5 janvier 1985,,. 
Les paramètres climatiques de la commune ont été estimés pour le milieu du siècle (2041-2070) selon différents scénarios d'émission de gaz à effet de serre à partir des nouvelles projections climatiques de référence DRIAS-2020. Ils sont consultables sur un site spécial publié par Météo-France en novembre 2022.

## Urbanisme

### Typologie
Au 1er janvier 2024, Saint-François-Lacroix est catégorisée commune rurale à habitat dispersé, selon la nouvelle grille communale de densité à sept niveaux définie par l'Insee en 2022.
Elle est située hors unité urbaine et hors attraction des villes,.

### Occupation des sols
L'occupation des sols de la commune, telle qu'elle ressort de la base de données européenne d’occupation biophysique des sols Corine Land Cover (CLC), est marquée par l'importance des territoires agricoles (91,7 % en 2018), une proportion identique à celle de 1990 (91,7 %). La répartition détaillée en 2018 est la suivante : 
prairies (43,3 %), terres arables (39,6 %), zones agricoles hétérogènes (8,8 %), forêts (8,3 %). L'évolution de l’occupation des sols de la commune et de ses infrastructures peut être observée sur les différentes représentations cartographiques du territoire : la carte de Cassini (XVIIIe siècle), la carte d'état-major (1820-1866) et les cartes ou photos aériennes de l'IGN pour la période actuelle (1950 à aujourd'hui).

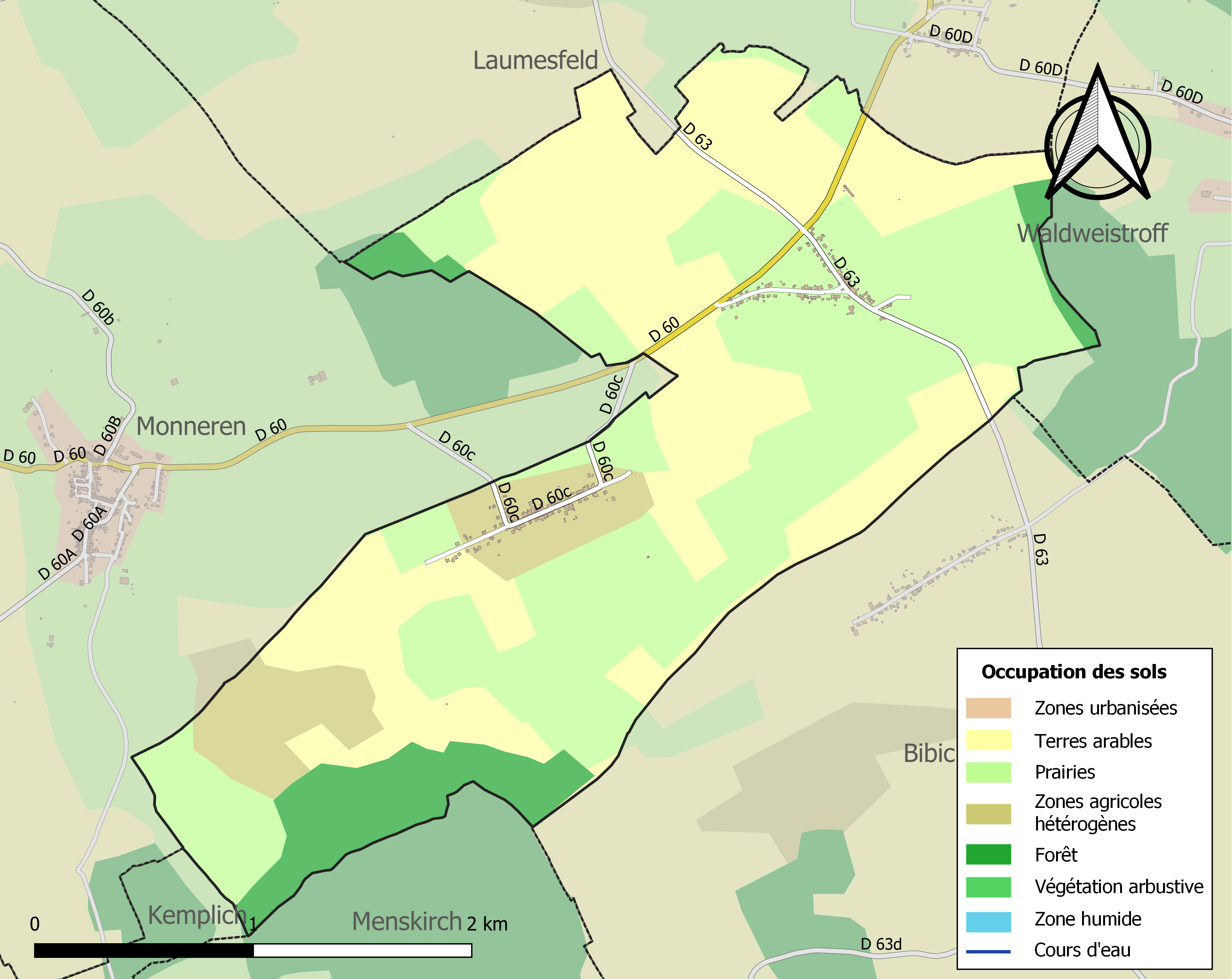
Carte des infrastructures et de l'occupation des sols de la commune en 2018 (CLC).

## Toponymie
- Saint François (1793)[14], Sankt Franz (1871-1918), Saint-François-Lacroix (1932)[14]. Franz en francique lorrain.
- Durant le XIXe siècle, Saint-François était également connu au niveau postal sous l'alias de Frantz[15] et la localité de Lacroix sous l'alias de Kreutz[15].

## Histoire
- Dépendait de l'ancienne province de Lorraine.
- Village construit en 1612-1624 sur ordre des quatre seigneurs : le duc de Lorraine, l'abbé de Villers-Bettnach, les seigneurs de Berus et de Château-Rouge.

## Politique et administration
| Période                                  | Période   | Identité            | Étiquette | Qualité |
| ---------------------------------------- | --------- | ------------------- | --------- | ------- |
| mars 1995                                | mars 2008 | Eugène Karius       |           |         |
| mars 2008                                | En cours  | Jean-Claude Haubert |           |         |
| Les données manquantes sont à compléter. |           |                     |           |         |

### Élections
Au second tour de l'élection présidentielle de 2007,  Nicolas Sarkozy, candidat de l'UMP a obtenu 83,62 % des suffrages.

## Démographie
L'évolution du nombre d'habitants est connue à travers les recensements de la population effectués dans la commune depuis 1800. Pour les communes de moins de 10 000 habitants, une enquête de recensement portant sur toute la population est réalisée tous les cinq ans, les populations de référence des années intermédiaires étant quant à elles estimées par interpolation ou extrapolation. Pour la commune, le premier recensement exhaustif entrant dans le cadre du nouveau dispositif a été réalisé en 2004.

En 2022, la commune comptait 322 habitants, en évolution de +6,62 % par rapport à 2016 (Moselle : +0,52 %, France hors Mayotte : +2,11 %).
| 1800 | 1806 | 1821 | 1836 | 1841 | 1861 | 1866 | 1871 | 1875 |
| ---- | ---- | ---- | ---- | ---- | ---- | ---- | ---- | ---- |
| 125  | 186  | 412  | 367  | 336  | 279  | 257  | 228  | 265  |

| 1880 | 1885 | 1890 | 1895 | 1900 | 1905 | 1910 | 1921 | 1926 |
| ---- | ---- | ---- | ---- | ---- | ---- | ---- | ---- | ---- |
| 241  | 206  | 200  | 206  | 201  | 211  | 228  | 187  | 189  |

| 1931 | 1936 | 1946 | 1954 | 1962 | 1968 | 1975 | 1982 | 1990 |
| ---- | ---- | ---- | ---- | ---- | ---- | ---- | ---- | ---- |
| 203  | 195  | 167  | 156  | 159  | 132  | 103  | 107  | 139  |

| 1999 | 2004 | 2006 | 2009 | 2014 | 2019 | 2022 | - | - |
| ---- | ---- | ---- | ---- | ---- | ---- | ---- | - | - |
| 162  | 187  | 198  | 286  | 294  | 303  | 322  | - | - |

## Culture locale et patrimoine

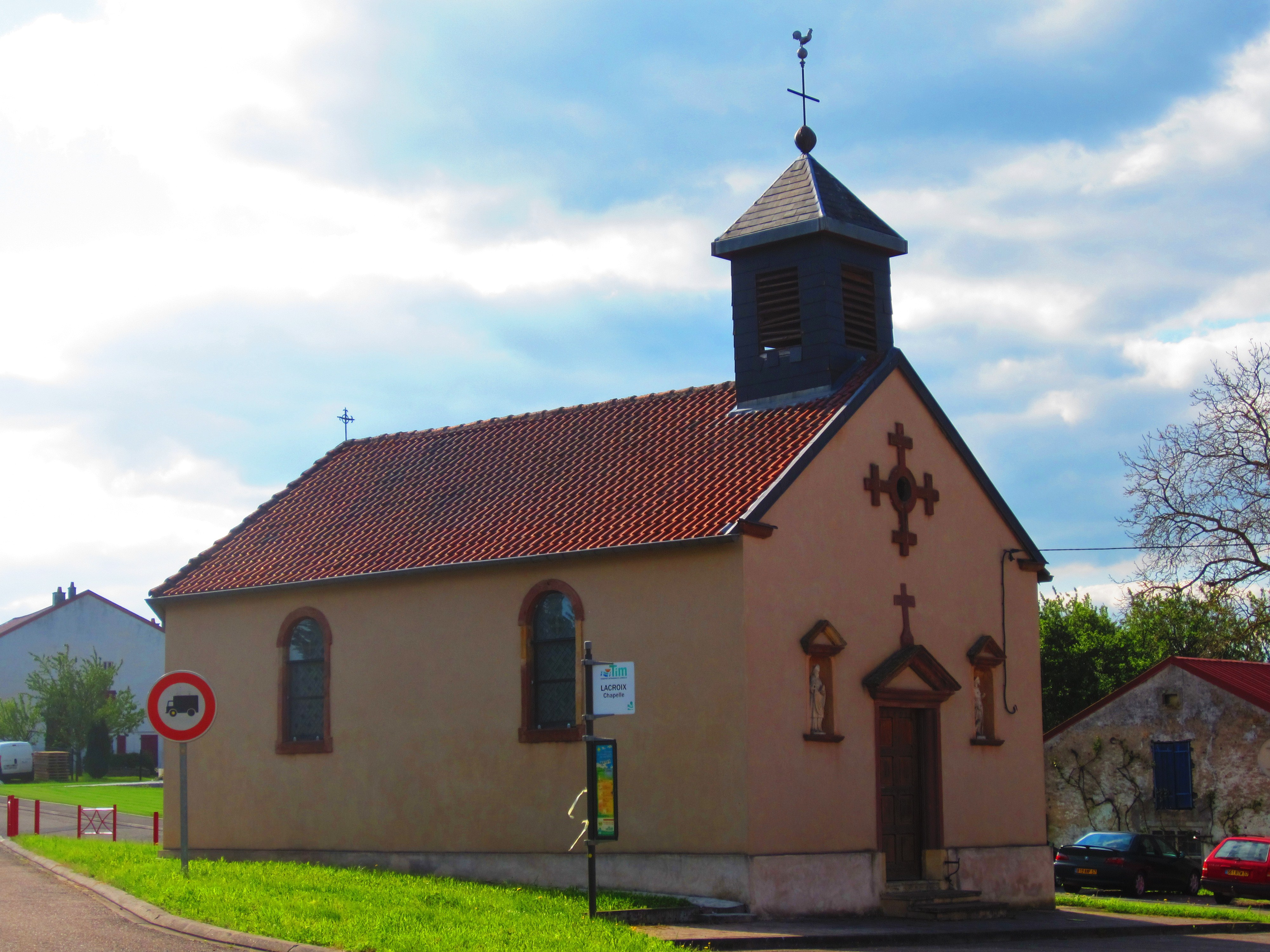
Chapelle de la Croix à Lacroix.

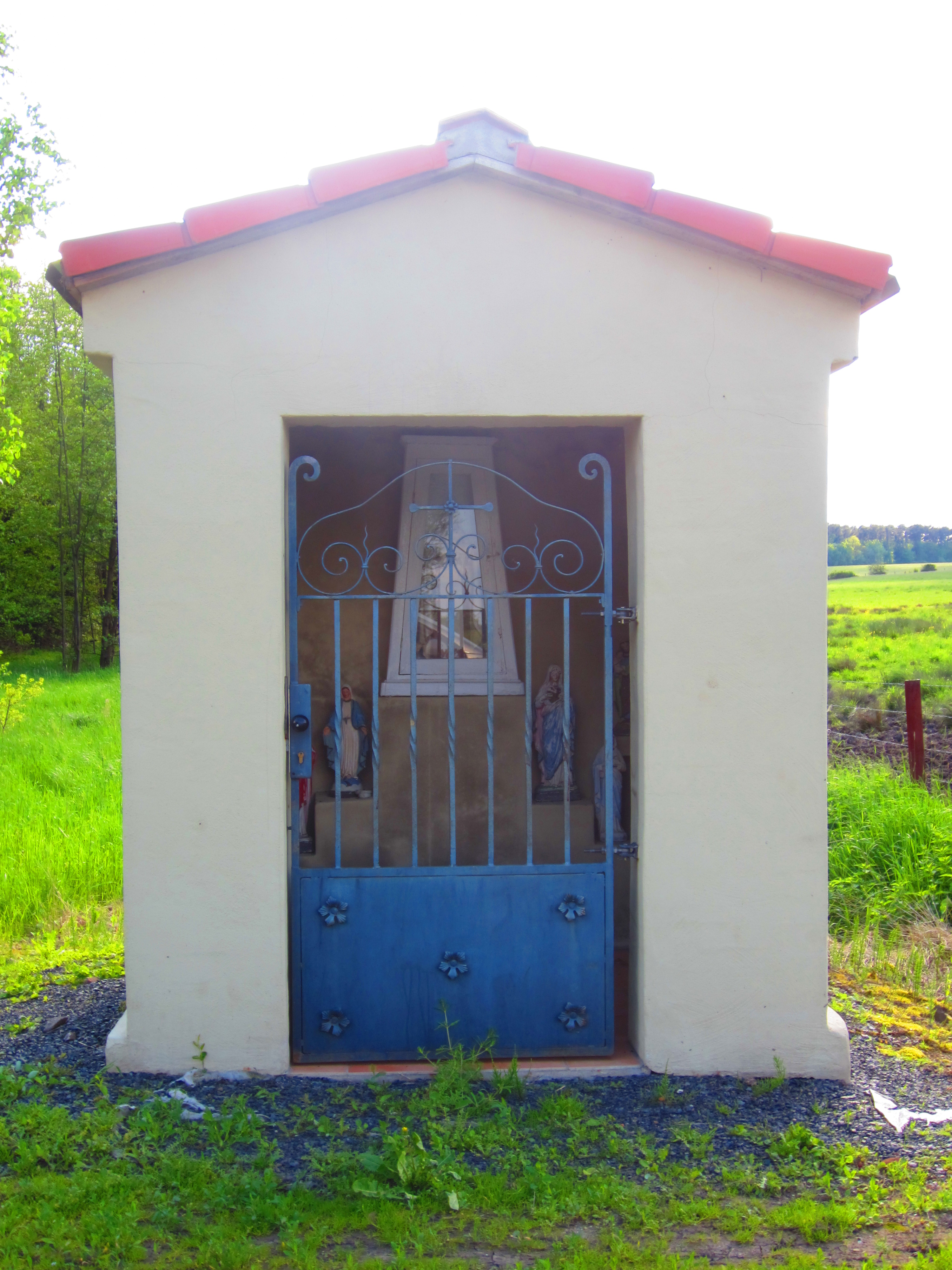
Chapelle-oratoire à Saint-François.

### Lieux et monuments
- Chapelle Saint-François à Saint-François (1739) : autel et statues XVIIIe siècle, pietà.
- Chapelle de la Croix à Lacroix (XIXe siècle).
- Chapelle-oratoire à Saint-François.

## Héraldique
| Blason de Saint-François-Lacroix | Blason  | D'argent à la croix de gueules, cantonnée de quatre oiselets d'azur, affrontés deux à deux. |
| Blason de Saint-François-Lacroix | Détails | Le statut officiel du blason reste à déterminer.                                            |